# Tripterophycis gilchristi
Tripterophycis gilchristi är en fiskart som beskrevs av George Albert Boulenger 1902. Tripterophycis gilchristi ingår i släktet Tripterophycis och familjen Moridae. Inga underarter finns listade i Catalogue of Life.